# Désiré Philippe Ramakavelo
Pour les articles homonymes, voir Ramakavelo.
Philippe Désiré Ramakavelo, est un écrivain et ancien général et ministre de la Défense de Madagascar.

## Biographie
Désiré Philippe Ramakavelo est ministre de la Défense de septembre 1991 à août 1993. Durant la crise politique en 2009, il prend le parti d'Andry Rajoelina.